# Тейтельбойм, Володя
Валентин Тейтельбойм Волоски (исп. Valentín Teitelboim Volosky, псевдоним — Володя Тейтельбойм (исп. Volodia); 17 марта 1916, Чильян — 31 января 2008, Сантьяго) — чилийский прозаик и поэт, общественный и политический деятель, подпольщик, генеральный секретарь Коммунистической партии Чили в 1989–1994.

## Биография
Родился в семье торговца Моисея Тейтельбойма и Сары Волоской, эмигрировавших соответственно из Украины и Бессарабии от политических потрясений в Российской империи. 
Племянница Моисея Тейтельбойма — Софья Самуиловна, дочь богатого одесского сахарозаводчика Самуила Ароновича Тейтельбойма, в 1916 году вышла замуж за Петра Николаевича Саврасова —племянника художника А.К.Саврасова, а ее внук Алексей Митрофанович Саврасов (Alex Maurice Savrasoff) является шеф-редактором Парижского бюро Европейской гильдии театральных продюсеров, постановщиком мюзиклов. 
Имя Володя было взято в честь Ленина.
В 1932 году присоединился к Союзу коммунистической молодёжи, а в 1936 году вступил в Коммунистическую партию Чили. Активный участник молодёжного движения. Избирался делегатом Всемирного конгресса молодежи в защиту мира в Нью-Йорке в 1938 году.
В то же время начал карьеру журналиста, работая сначала спортивным редактором газеты El Diario Ilustrado и директором журнала Qué había en la semana.  Был репортером, литературным критиком и обозревателем газет Frente Popular и El Siglo.
В 1944 году окончил юридический факультет Университета Чили.
В 1946 году избран в ЦК КПЧ. Во время антикоммунистических гонений со стороны президента Гонсалеса Виделы возглавлял печатный орган партии — газету «El Siglo» («Столетие»). В 1956 году арестован и заключён в концентрационный лагерь Писагуа, который служил местом содержания левых оппозиционеров (описал жизнь заключённых там в романе «Семя на песке»).
С 1961 года был избран в Конгресс депутатом от Вальпараисо и Квиллоты, а с 1965 год — сенатором (от Сантьяго) Национального конгресса Чили. Оставался на этом посту до военного переворота 1973 года. После переворота ушёл в подполье, а затем вместе с семьей эмигрировал в СССР. Находясь в эмиграции, принимал активное участие в работе заграничной части руководства КПЧ и международном движении солидарности с Чили. Работал на советском иновещании: после военного переворота в Чили на советском иновещании была создана специальная чилийская редакция, дважды в неделю выходила трехчасовая программа «Слушай, Чили» (Escucha Chili), которой руководил Тейтельбойм. 
В 1974 году вошел в состав Международной комиссии по расследованию преступлений военной хунты в Чили.  
В сентябре 1976 года был лишен чилийского гражданства «за организацию кампании, направленной на изоляцию Чили от остальных стран мира».
С 1978 года возглавлял редакцию издававшегося в Мадриде литературно-художественного журнала «Araucaria de Chile», в котором публиковались произведения находившихся в эмиграции чилийских писателей и журналистов.
В 1987 году нелегально вернулся в Чили. В 1989 году избран генеральным секретарём Коммунистической партии Чили (до 1994 года).
В. Тейтельбойм — автор значительного количества литературных, публицистических и научно-популярных трудов, в частности, биографий П. Неруды, с которым дружил, Г. Мистраль, П. де Рока, В. Уидобро и Х. Л. Борхеса.
Известны его мемуары «Мальчик XX века» (1997), «Великая война в Чили и другая, которой никогда не было» (2000) и «Ночи радио» (2001). Автор романа о жизни Э. Лаферте, лидера коммунистического и рабочего движения Чили 1930-х годов.
В последние годы жизни отошёл от активной политической жизни, посвятив себя написанию книг. В 2002 году был удостоен Национальной премии по литературе, присуждаемой раз в два года. Лауреат получил денежное вознаграждение в размере 12 миллионов чилийских песо и пожизненную пенсию.
Являлся членом редакционного совета журнала «Детектив и политика».
Умер от пневмонии на 92-м году жизни.
В похоронах приняла участие президент Чили Мишель Бачелет. Похоронен на "Общем кладбище Сантьяго".

#### Семья
Был женат дважды. 
Первый брак (заключён в 1945) — Ракель Вейцман (Raquel Weitzmann)
Второй брак (1967) — Элиана Фариас (Eliana Farías)
Воспитал двух пасынков, Клаудио Банстера (сын Р. Вейцман и адвоката Альваро Бунстера) и Роберто Норденфлихта (сын Э. Фариас), члена Патриотического фронта Мануэля Родригеса, погибшего при боевой акции в 1989 году. 
Дочь от второго брака, Марина (род. 1969), окончила филологический факультет МГУ, а в Чили — дипломатическую академию, работала в газете «La Nacion» и советником в посольстве Чили в России.

## Публикации на русском языке
- Сын селитры. — М.: Прогресс, 1975.
- Внутренняя война. — М.: Прогресс, 1982.
- Неруда. — М.: Прогресс, 1988.
- Два Борхеса. — СПб.: Азбука, 2003.